# 井上光
井上光（1851年11月30日—1908年12月17日    ）是一名日本岩国藩武士，旧日本帝国陆军军人，华族。服役期间，井上光历任第12师团师团长和第4师团师团长等职。井上光的最终军阶是陆军大将，最终阶级和勋位为从二位勋一等功二级男爵。他的坟墓位于山口县岩国市普斋寺。

## 生平

### 早年生平
井上光幼名复吉出生于1851年，是岩国藩武士森胁兵介次子。由于被过继给被同藩武士井上光祯佐养子，因而姓了井上。戊辰战争中，岩国藩地组建了一直保境安民的民间武装“精义队”，井上光投身其中，开始了他最初的行伍生涯。

### 初入新军
明治维新后，井上光前往大阪青年学舍就读，并在1871年（明治4年）5月被正式任命为陆军上尉 。同年6月，他被分配到天皇直属的“御亲兵”部队，于其第七大队任职。次年，井上被调任9月加入近卫局任职。1874年（明治7年）7月，井上光被任命为近卫准官参谋。1875年（明治8年）9月，井上进入陆军士官学校进修，并于之后的次年4月被派往广岛镇台的第12步兵联队担任其第三大队的大队长。1876年（明治9年）7月，井上光获晋少佐军衔。

### 西南战争与甲午战争
1877年（明治10年），西南战争爆发。驻扎在广岛镇台的井上光率部跟随别动第1旅团参战。 战后，井上历任熊本镇台参谋副长、名古屋镇台参谋、西部监军部参谋等职。1885年（明治18年）5月，井上获晋中佐并被任命为步兵第1联队联队长。1888年11月（明治21年），井上光或晋陆军大佐军衔。1889年9月（明治22年），井上出任第3师团参谋长  。1894年（明治27年）2月，井上被派往欧洲考察，历时6个月。同年10月返回日本后出任第二军参谋长，随队参加甲午战争。    1895年（明治28年）5月，井上晋升少将并出任步兵第6旅团旅团长，同年8月更任监军部参谋长。1898年（明治31年），井上光调任步兵第3旅团长担任旅团长。1899年（明治32年）3月，晋升中将的井上光被任命为第12师团师团长。   1903年（明治36年）11月，井上光获授勋一等瑞宝章。

### 日俄战争
1904年（明治37年）2月，日俄战争爆发，井上率队出征。战后的1906年7月6日（明治39年），井上调任为第4师团师团长。   同年4月，因叙其在中日甲午战争与日俄战争中的战功，井上被授予勋一等旭日大绶章和功二级金鵄勳章，之后更在1907年（明治40年）9月21日被封为男爵，跻身华族之列。 1908年（明治41年）8月，井上被晋升为陆军大将，但在同年12月就匆然去世。  去世后，井上获追赠勋一等旭日桐花大绶章。

## 轶事
森於菟的文章《作为父亲的森鸥外》中有如下一段关于当时在小仓担任师团长的井上光的描写。
“父亲（森鸥外）在小仓官署的生活不错。他一如既往地勤奋努力，并且和当地师团长井上光中将的关系似乎也很好，还应其要求翻译了一本关于德国战术的书。后来井上中将的小儿子病死，他很痛苦地向父亲请求，好似因为父亲是医师就能使事情有变化一般，以至于很久之后父亲回忆起来依旧感深非常。”

## 荣誉
位阶
- 1885年（明治18年）7月25日 - 正六位[6]
- 1890年（明治23年）12月28日 - 从五位[7]
- 1895年（明治28年）1月21日 - 正五位 [8]
- 1899年（明治32年）4月21日 - 从四位[9]
- 1902年（明治35年）8月20日 - 正四位[10]
- 1905年（明治38）8月26日 - 从三位[11]
- 1908年（明治41年）9月30日 - 正三位[12]
- 1908年（明治41年）12月17日 - 从二位[13]

日本勋章与爵位
- 1889年（明治22年）11月29日 - 大日本帝国宪法颁布纪念章[14]
- 1895年（明治28年）
  - 8月20日 - 功三级金鵄勲章，勋二等瑞宝章[15]
  - 11月18日 - 明治二十七年从军记章[16]
- 1903年（明治36年）11月25日 - 勋一等瑞宝章[17]
- 1906年（明治39年）4月1日 - 功二级金鵄勳章、勋一等旭日大绶章、明治三十七八年从军记章[18]
- 1907年（明治40年）9月21日 - 男爵[5]
- 1908年（明治41年）12月27日 - 勋一等旭日桐花大绶章[19]

外国勋章
- 1899年（明治32年）6月16日 - 俄罗斯帝国：一级圣斯坦尼斯拉斯勋章[20]
- 1906年（明治39年）11月14日 - 大韩帝国：勋一等太極章[21]